# Санта Доменика (Кротоне)
Санта Доменика је насеље у Италији у округу Кротоне, региону Калабрија.
Према процени из 2011. у насељу је живело 41 становника. Насеље се налази на надморској висини од 27 м.